# Jonas Öberg
Jonas Öberg (Norrköping, Suecia, 22 de noviembre de 1977) es un programador y activista del software libre y del código abierto.

## Trayectoria
Ha trabajado para la Free Software Foundation Europe, el Proyecto GNU, FSCONS, Creative Commons y la Fundación Shuttleworth. Comenzó a desarrollar software en 1991 e instaló un primer sistema operativo GNU/Linux en 1993, tras ser nombrado webmaster del Proyecto GNU. En la década de 1990, pasó algún tiempo en el MIT Computer Science and Artificial Intelligence Laboratory, donde contactó con Richard Stallman y otros de la Free Software Foundation. Desde 2002 ha formado parte del jurado de los premios de la Free Software Foundation y la FSF Award for the Advancement of Free Software.
En 2001, junto a otros, fundó la Free Software Foundation Europe, siendo elegido vicepresidente el 22 de noviembre de 2001, cuando el anterior vicepresidente Loïc Dachary dio un paso atrás para centrarse en un nuevo proyecto, GNU Savannah.
Después de haber trabajado con Creative Commons varios años, incluida la campaña Peer to Peer University, se convirtió en el primer Coordinador Regional para Europa en 2011.
Su empresa Commons Machinery fue destacada entre las 12 ganadoras del premio Tech All Stars 2014, otorgado por la Agenda Digital de la Comisión Europea, dirigida en ese momento por Neelie Kroes.